# Naplanum
Naplanum va ser el primer rei independent de la ciutat-estat de Larsa entre els anys 1961 aC a 1940 aC aproximadament segons una Llista de reis de Larsa. Consta també a la Llista dels reis de Babilònia.
Era contemporani d'Ibbi-Sin, de la Tercera dinastia d'Ur. No s'ha trobar cap document amb el nom de Naplanum, que potser no va ser del tot un rei independent i va seguir sota el domini d'Ur. Un ric comerciant amorrita anomenat Naplanum apareix mencionat en molts contractes de vendes i compres al comerç del gra en aquell període, i es creu que podria ser un ancestre dels reis de Larsa.